# Ioacaz (re di Giuda)
Ioacaz (... – Egitto, ...; fl. VII secolo a.C.) fu re di Giuda per pochissimo tempo.
Figlio di Giosia e Camutal, era chiamato "Sallum" e assunse il nome Ioacaz solo durante il suo breve regno di tre mesi. Fu deposto dal faraone Necao II, che aveva appena sconfitto e ucciso Giosia e gli sostituì un altro figlio di Giosia, chiamato Ioiakim. Le sue vicende sono narrate nel Secondo libro dei Re (23, 31-34). 
Due altri passi biblici parlano del successore di Giosia:
- 2 Cronache, 36:1-4: Il popolo del paese prese Ioacaz figlio di Giosia e lo proclamò re, al posto del padre, in Gerusalemme,[...].
- Geremia, 22:11-12,: Poiché dice il Signore riguardo a Sallùm figlio di Giosia, re di Giuda, che regna al posto di Giosia suo padre: "Chi esce da questo luogo non vi farà più ritorno, ma morirà, [...].

Ioacaz morì prigioniero in Egitto.